# التأمين على الطلاق
التأمين على الطلاق (بالكورية: 이혼보험)؛ هو مسلسل تلفزيوني كوري جنوبي، بطولة لي دونج ووك، لي جو بين، لي كوانج سو، لي دا هي. عرض على قناة تي في ان في 31 مارس 2025، بث كل يومي الإثنين والثلاثاء الساعة 20:50 بتوقيت (KST). وهو متاح للعرض على تيفينج في كوريا وأمازون برايم دولياً.

## ملخص
نو كي جون موظف تأمين ناجح، لكن حياته العاطفية لا تسير على ما يرام. بعد أن مر بثلاث حالات طلاق في حياته، قرر كي جون ابتكار نوع جديد من التأمين: (تأمين الطلاق). وبينما يتغلب على تحديات إنشاء هذا المنتج الفريد وإطلاقه، يواجه في رحلته أنواعًا مختلفة من المشاكل في العمل وفي حياته الشخصية. يعمل مع مجموعة من زملائه، لكل منهم سماته وخلفية عائلية مختلفة، في محاولة لتحديد تكلفة الطلاق ومعرفة المزيد عن الحب والعلاقات. وبينما يتعمق كي جون في مسألة الطلاق، يبدأ بالتفكير في علاقاته السابقة وأسباب فشلها. ويبدأ في الإعجاب بإحدى زميلاته في العمل، مما قد يؤدي إلى علاقة رومانسية في مكان العمل.

## الطاقم

### رئيسي
- لي دونج ووك بدور نوه كي جون[2]

محاسب تأمين في فريق تطوير المنتجات المبتكرة بشركة بلس للتأمين العام، وقد طلق ثلاث مرات.
- لي جو بين بدور كانغ هان ديول[2]

(مراجع لعقود التأمين) تعمل في فريق كي-جون بعد أن قدمت طلب الطلاق بسبب سوء معاملة أهل زوجها..
- لي كوانغ سو بدور آن جونغ مان[2]

شخص حذر ومتحفظ يضع السلامة أولًا، وهو صديق قديم لكي-جون.
- لي دا هي بدور جون نا راي[2]

خبيرة رياضيات مالية لا ترى العالم إلا من منظور الاستثمار.

### داعم
- كيم وون هاي بدور نا داي بوك[3]

قائد فريق تطوير المنتجات المبتكرة في هوب لايف.
- تشو سو جونغ بدور جو آه يونغ[4]

مثمن خسائر في شركة كي-جون، تحدد قيمة الأضرار في حوادث التأمين وتقوم بصرف أموال التأمين.

## المشاهدات
| الموسم | الموسم | رقم الحلقة | رقم الحلقة | رقم الحلقة | رقم الحلقة | رقم الحلقة | رقم الحلقة | رقم الحلقة | رقم الحلقة | رقم الحلقة | رقم الحلقة | رقم الحلقة | رقم الحلقة | المتوسط |
| الموسم | الموسم | 1          | 2          | 3          | 4          | 5          | 6          | 7          | 8          | 9          | 10         | 11         | 12         | المتوسط |
| ------ | ------ | ---------- | ---------- | ---------- | ---------- | ---------- | ---------- | ---------- | ---------- | ---------- | ---------- | ---------- | ---------- | ------- |
|        | 1      | 792        | 619        | 455        | 296        | 402        | 287        | 303        | غ/م        | 310        | غ/م        | غ/م        | غ/م        | N/A     |

| Ep.   | تاريخ البث    | تقييمات "نيلسن كوريا" | تقييمات "نيلسن كوريا" |
| Ep.   | تاريخ البث    | على الصعيد الوطني     | سيئول                 |
| ----- | ------------- | --------------------- | --------------------- |
| 1     | 31 مارس 2025  | 3.235%                | 3.612%                |
| 2     | 1 ابريل 2025  | 2.412%                | 2.841%                |
| 3     | 7 أبريل 2025  | 2.028%                | 2.039%                |
| 4     | 8 ابريل 2025  | 1.384%                | 1.680%                |
| 5     | 14 أبريل 2025 | 1.603%                | 1.699%                |
| 6     | 15 أبريل 2025 | 1.261%                | 1.458%                |
| 7     | 21 أبريل 2025 | 1.355%                | 1.353%                |
| 8     | 22 أبريل 2025 | 1.0%                  | —                     |
| 9     | 28 أبريل 2015 | 1.379%                | 1.788%                |
| 10    | 29 أبريل 2025 | 1.05%                 | 1.103%                |
| 11    | 5 مايو 2025   | 0.9%                  | —                     |
| 12    | 6 مايو 2025   | 1.1%                  | —                     |
| متوسط | متوسط         | __                    | __                    |

## الإنتاج
من اخراج لي وون-سيوك، الذي أخرج فيلم رومانسية قاتلة (2023)، بجانب شوي بو كيونغ، بينما كتبه لي تاي يون، الذي كتب المفتش الملكي السري جوي (2021). ومن تخطيط استوديوهات سي جاي بتعاون مع استوديوهات كي تي وانتاجه من قبل شركة مونغكاكسو بجانب استوديو مون-دو.

## روابط جارجية
- الموقع الرسمي
 باللغة الكورية
- التأمين على الطلاق على موقع IMDb (الإنجليزية)
- التأمين على الطلاق على موقع فيلمافينيتي (الإسبانية)
- التأمين على الطلاق على موقع قاعدة بيانات الفيلم (الإنجليزية)
- التأمين على الطلاق على هانسينما